# EHC Lustenau
L'EHC Lustenau est un club de hockey sur glace de Lustenau en Autriche. Il évolue en Nationalliga, le second échelon autrichien.

## Historique
Le club est créé en 1970 sous le nom de	EHC Lustenau. En 2000, il est renommé Gunz EHC Lustenau. En 2005, il prend le nom de EHC Oberscheider Lustenau.

## Palmarès
- Vainqueur de la Nationalliga: 1974, 1978, 1982, 1984, 1992, 1997, 2006.